# Arundinaria pumila
Arundinaria pumila é uma espécie de planta com flor pertencente à família Poaceae. 
A autoridade científica da espécie é Mitford, tendo sido publicada em The Bamboo Garden 98. 1896.

## Portugal
Trata-se de uma espécie presente no território português, nomeadamente no Arquipélago dos Açores.
Em termos de naturalidade é introduzida na região atrás indicada.

## Protecção
Não se encontra protegida por legislação portuguesa ou da Comunidade Europeia.